# Sólido amorfo
Material amorfo ou substância amorfa é a designação dada à estrutura que não têm ordenação espacial a longa distância (em termos atómicos), como os sólidos regulares. É geralmente aceito como o oposto de estrutura cristalina. As substâncias amorfas não possuem estrutura atômica definida.
Algumas substâncias comuns no dia-a-dia são amorfas, como o vidro, o poliestireno e até mesmo o algodão-doce.
Materiais amorfos são comumente preparados ao resfriar materiais derretidos. Esse resfriamento reduz a capacidade de mobilidade das moléculas. Materiais como os metais são muito difíceis de serem preparados como rígidos amorfos. A não ser que o material tenha alta resistência à fusão (como cerâmicos) ou baixa energia de cristalização (como os polímeros), a preparação de um sólido amorfo deve ser extremamente rápida.
Materiais amorfos podem existir em estado similar ao da propriedade de deformação da borracha (popularmente poderia se dizer "borrachentos" ou "borrachosos") e estados "vítricos" ou "vítreos".
Os materiais amorfos possuem propriedades únicas. Feitos a partir da rápida solidificação de ligas metálicas (ligas amorfas ou vidros metálicos) apresentam fácil magnetização devida ao fato de seus átomos se encontrarem arranjados de maneira aleatória, facilitando a orientação dos domínios magnéticos. Transformadores usando núcleo de metais amorfos exibem perdas que são 60% a 70% menores que os transformadores convencionais.
Os rígidos amorfos são sólidos que não apresentam ordem estrutural num estado normal, mas somente em dimensões atômicas, com poucas unidades atômicas. Também são chamados de não-cristalinos.
Devido a esta desorganização, a densidade destes sólidos é inferior aos de estrutura cristalina.
Outros rígidos apresentam ordem em seu estado normal, diferentemente dos amorfos, significando que sua estrutura se repete em distâncias bem menores que a de outros sólidos, em relação ao tamanho do sólido.
Exemplos de materiais amorfos: vidro, plástico, vários polímeros e várias substâncias orgânicas que parecem, mas não são cristalinas.